# Paul Surtel
Paul Surtel, né le 20 septembre 1893 à Reuilly (Indre) et mort le 25 mai 1985  à Carpentras, est un peintre français de l'école provençale.

## Biographie
Paul Surtel naît à Reuilly le 20 septembre 1893, dans la maison où son père tient le café hérité du grand-père. Ses parents s'installent ensuite comme meuniers au Moulin de la Cour,.
Il sera accompagné pendant son enfance par Fernand Maillaud, peintre paysagiste, ami de son père.
Après l’école du village, c’est le collège d’Issoudun, et à partir de 1904, le lycée Charlemagne à Paris, les Arts déco, et surtout « l’école buissonnière », les visites de musées et des expositions dans les galeries parisiennes. Il s’éprend alors de Rembrandt, Corot et des Impressionnistes.
Arrive la guerre de 1914-1918. La famille quitte Paris et s’installe à Dampmart (Seine-et-Marne). Réformé jusqu’en 1916, Paul Surtel sculpte un peu (cinq ou six bustes de femmes). Reconnu ensuite apte au service militaire, il fait ses classes au Fort Lamotte à Lyon, en 1916. Il se lie d'amitié avec Henri Focillon.
Il part à la guerre comme artilleur début 1917. De Seine et Marne en Lorraine, Belgique, Somme, il passe d’offensives en cantonnements. Alors il se laisse reprendre par la nature, dessine selon les conseils de Fernand Maillaud, qui l’incite à ne pas s’embarrasser de technique, à laisser l’émotion guider sa main, le métier s’acquérant de lui-même à force d’attention et de travail. Au front, il rencontre l'écrivain Raymond Payelle (Philippe Hériat), qui restera son ami jusqu’à la mort.
Démobilisé à Hyères, où ses parents ont déménagé, Paul Surtel trouve une occupation de contremaître forestier dans les forêts du Var, et découvre la nature provençale qui deviendra la source de son œuvre.
Il se marie en 1921 avec Dorothy Bonarjee (en). Il acquiert en 1922 une exploitation vinicole près de Gonfaron. Jusqu’en 1936, il cultive la vigne et continue à dessiner. Puis, à 33 ans, soutenu par Fernand Maillaud et Raymond Christoflour, il se met enfin à peindre. Il se sépare de Dorothy Bonarjee en 1936.
En 1937, Paul Surtel rencontre Elia Duc, alors jeune professeur de lettres à Mostaganem en Algérie, lors d’une de ses premières expositions à Oran. Ils se marient en 1939, et l’artiste passe dans ce qu’il nomme « le versant ensoleillé de ma vie. ».
Suivront quarante-huit années de création, d’abord à Peipin (Alpes-de-Haute-Provence) jusqu’en 1946. Les tableaux de cette époque se caractérisent par leur tendresse, leur légèreté, leur effusion. Après deux ans dans le Quercy, puis trois à Orange, la famille se fixe en 1951 à Carpentras, dans le Vaucluse, où Elia est nommée professeur. C’est une grande maisonnée de sept personnes : deux jeunes enfants, François, Pierre – un troisième, Jean, naîtra ensuite – et trois grands-parents.
À partir des années 1960, il ajoute aux paysages, natures mortes et portraits. Deux jeunes peintres qu’il encourage et admire, Ibrahim Shahda et Dominique Barrot, l’accompagnent dans ses goûts et ses enthousiasmes.
Paul Surtel manifeste tout au long de sa vie un autre talent, celui de l’écriture. Il laisse une imposante correspondance avec proches et amis, peintres ou écrivains.
La Maison de Reuilly dans le village de naissance de Paul Surtel (à l'emplacement de l'ancien office de tourisme) expose une trentaine de ses œuvres.

## Expositions
- De 1936 à 1953 : Expositions à Alger, Oran, Cannes, Lyon[12]
- De 1953 à 1976 : Expositions à Lyon, Avignon, Perpignan, Carpentras
- Octobre 1977 : Galerie Hérouet à Paris
- Mai-Juin 1978 : Galerie Montmorency à Béziers
- Novembre-Décembre 1978 : Galerie de l'Obsidienne à Paris
- Mai-juillet 1978 : Galerie Kunsthandel à Rotterdam
- Juillet-août 1979 : Centre culturel de l'hôtel de ville à Carpentras
- Septembre-Octobre 1979 : Galerie des arts et lettres à Pau
- Décembre 1979-Janvier 1980 : Galerie Casanova à Lyon
- Octobre 1980 : Galerie du marché aux oiseaux à Carpentras
- Avril-Mai 1981 : Galerie Büsh à Berlin
- août 1982 : Galerie du vieux chêne à Genève
- Avril 1984 : Galerie le Ponant à Marseille
- Juin-Juillet 1984 : Office du tourisme de L'Isle-sur-la-Sorgue

Expositions posthumes :
- Octobre-Novembre 1985 : Galerie de l'Olympe à Lyon
- Novembre 1985 : Chapelle du collège à Carpentras, 23e salon d'automne du groupe des peintres du combat
- Novembre-Décembre 1986 : Galerie Kunsthandal à Rotterdam
- Juin-août 1987 : Galerie Maris à Amsterdam
- Juillet 1988 : L'Isle-sur-la-Sorgue
- Septembre-Octobre 1988 : Centre de commerce Franco-Anglais sous l'égide du Kiwani's club à Paris
- Septembre-Octobre 1988 : Galerie Le Ponant à Marseille
- Septembre-Octobre 1988 : Galerie Le Taur à Toulouse
- Octobre-Décembre 1989 : Galerie Jean Juny à Clermont-Ferrand